# Dubach
Dubach és una població dels Estats Units a l'estat de Louisiana. Segons el cens del 2000 tenia 800 habitants.

## Demografia
Segons el cens del 2000, Dubach tenia 800 habitants, 341 habitatges, i 240 famílies. La densitat de població era de 217,5 habitants/km².
Dels 341 habitatges en un 29,3% hi vivien nens de menys de 18 anys, en un 45,7% hi vivien parelles casades, en un 22,3% dones solteres, i en un 29,6% no eren unitats familiars. En el 27,3% dels habitatges hi vivien persones soles el 16,1% de les quals corresponia a persones de 65 anys o més que vivien soles. El nombre mitjà de persones vivint en cada habitatge era de 2,35 i el nombre mitjà de persones que vivien en cada família era de 2,83.
Per edats la població es repartia de la següent manera: un 24,9% tenia menys de 18 anys, un 10,1% entre 18 i 24, un 25,5% entre 25 i 44, un 20,4% de 45 a 60 i un 19,1% 65 anys o més.
L'edat mediana era de 36 anys. Per cada 100 dones de 18 o més anys hi havia 72,2 homes.
La renda mediana per habitatge era de 24.531 $ i la renda mediana per família de 30.000 $. Els homes tenien una renda mediana de 32.353 $ mentre que les dones 16.538 $. La renda per capita de la població era de 15.306 $. Entorn del 17,3% de les famílies i el 20,2% de la població estaven per davall del llindar de pobresa.

## Poblacions més properes
El següent diagrama mostra les poblacions més properes.